# Gobiopsis pinto
Gobiopsis pinto és una espècie de peix de la família dels gòbids i de l'ordre dels perciformes.

## Morfologia
Els mascles poden assolir els 6,5 cm de longitud total.

## Distribució geogràfica
Es troba a Badia Delagoa (Moçambic).